# Way Batang
Way Batang is een bestuurslaag in het regentschap Lampung Barat van de provincie Lampung, Indonesië. Way Batang telt 749 inwoners (volkstelling 2010).